# Michael Haller (Medienwissenschaftler)

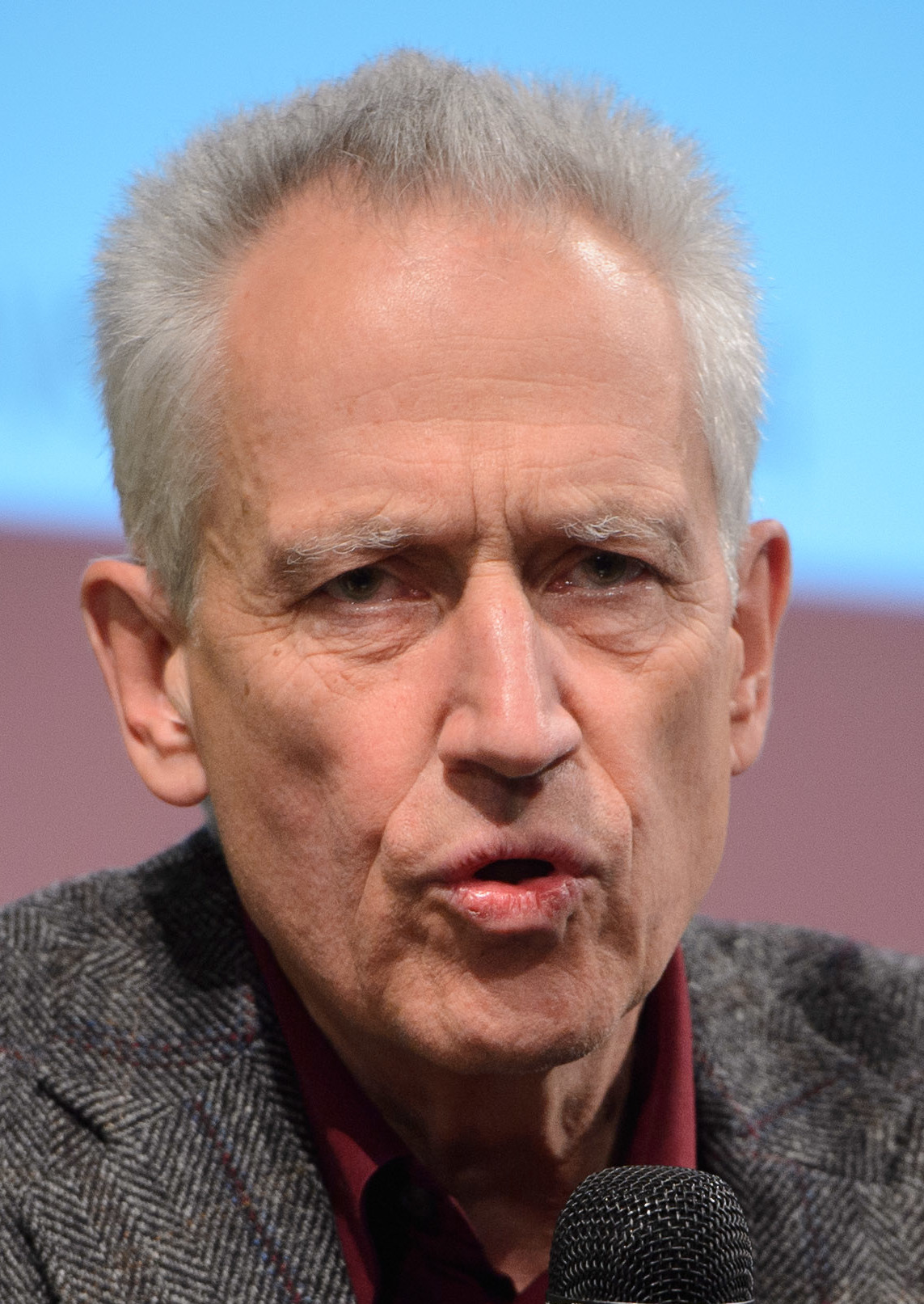
Michael Haller, 2014

Michael Haller (* 16. April 1945 in Konstanz) ist Medienwissenschaftler. Er war von 1993 bis 2010 Professor für Allgemeine und Spezielle Journalistik am Institut für Kommunikations- und Medienwissenschaft der Universität Leipzig. Seither ist er als Leiter verschiedener Forschungseinrichtungen tätig.

## Leben
Michael Haller studierte an der Albert-Ludwigs-Universität Freiburg und an der Universität Basel die Fächer Philosophie, Sozial- und Politikwissenschaften. Mit einer Arbeit über Georg Wilhelm Friedrich Hegels politische Philosophie im Übergang zur Gesellschaftstheorie wurde er promoviert.
Nach einem Praktikum bei der Badischen Zeitung arbeitete Haller als leitender Redakteur bei der Basler Zeitung und als Autor bei der Weltwoche in Zürich. Anschließend war er dreizehn Jahre Redakteur und Reporter beim Nachrichtenmagazin Der Spiegel und zuletzt Ressortleiter beim Wochenblatt Die Zeit. Als Mitglied der Geschäftsleitung der Gesellschaft für Medienentwicklung entwickelte er neue Zeitschriftentitel und führte mehrere Forschungsprojekte zum Komplex „Medienfunktionen und soziale Integration“ durch. 
Zum Sommersemester 1993 übernahm Haller eine Gastprofessur an der Universität Leipzig und zum Wintersemester 1994/95 wurde er an dieser Universität zum Professor für Allgemeine und Spezielle Journalistik berufen. Diesen Lehrstuhl (Journalistik I) hatte er bis zu seiner Emeritierung zum 1. Oktober 2010 inne. Daneben war er bis 2014 Wissenschaftlicher Direktor des gemeinnützigen Instituts für Praktische Journalismusforschung (IPJ) in Leipzig, das Forschungen zum Thema Journalismus- und Medienqualität betrieb, sowie Studiengangsverantwortlicher für den Masterstudiengang New Media Journalism an der Leipzig School of Media gGmbH. Von 2014 bis 2016 war er als Gesamtleiter Forschung für die Hamburg Media School (HMS) tätig mit den Schwerpunkten Medienqualität und Mediennutzung in Zeiten des Medienwandels. 2016 übernahm er die wissenschaftliche Leitung des gemeinnützigen Europäischen Instituts für Journalismus- und Kommunikationsforschung (EIJK) in Leipzig, Nachfolgeeinrichtung des IPJ. Er ist seit 2018 gewähltes Mitglied der Gelehrtengesellschaft Leibniz-Sozietät der Wissenschaften zu Berlin.
Haller ist verheiratet, hat drei Kinder und lebt in Hamburg.

## Werk
Zu seinen Forschungsschwerpunkten gehören der Printjournalismus (insbesondere Tageszeitungen), Medienethik sowie Qualitätssicherung/Qualitätsmanagement im Journalismus. Er vertritt in der Journalistik einen „normativ-pragmatischen“ Theorieansatz. diesem zufolge kommt dem Journalismus in der Mediengesellschaft die Funktion zu, die Gesellschaft über ihren aktuellen Zustand informatorisch aufzuklären und gegenüber den Bürgern eine „Orientierungsfunktion“ zu erfüllen: „Journalistisch gemachte Medien sind darauf aus, mit allgemein verständlich aufbereiteten Aussagen über relevante Aspekte der aktuellen Ereignisrealität möglichst viele Menschen zu erreichen, um ihnen Orientierung zu geben“.
Die normativ (demokratietheoretisch) begründeten Erwartungen an den Journalismus sind nach Haller darin zu sehen, dass gesellschaftliche Kommunikation „gelingen“ solle, indem sich die Gesellschaft anhand medial vermittelter, aktueller Wirklichkeitsbeschreibungen ihrer Werte vergewissern und diese im öffentlichen Diskurs überprüfen und verändern könne. Dieser Ansatz orientiert sich an den deliberativ fundierten Diskurs- und Demokratietheorien (Joseph M. Bessette; Jürgen Habermas; Bernhard Peters). Haller versteht die journalistischen Medien als demokratienotwendiges Orientierungssystem und fasst Journalismus wesentlich „als kommunikatives Handeln (auf). Ziel dieses Handelns ist gelingende gesellschaftliche Kommunikation.“ Journalismus, der anderen, etwa rein kommerziellen Zwecken dient, wirke dysfunktional, weil er Verständigung erschwere oder verhindere.
Haller war Gründungsherausgeber der Internationalen Fachzeitschrift für Journalismus message, einer Buchreihe für den praktischen Journalismus sowie der Buchreihe Leipziger Journalistik.
1981 erschien System und Gesellschaft, 1993 sein Buch mit Jürgen Habermas unter dem Titel Vergangenheit als Zukunft: das alte Deutschland im neuen Europa?, 1990 ein Gesprächsbuch mit Friedrich Dürrenmatt mit dem Titel Über die Grenzen. Zu seinen theorieorientierten Journalistik-Veröffentlichungen zählen insbesondere Die zwei Kulturen – Journalismustheorie und journalistische Praxis (2000; 2016) Von der Pressefreiheit zur Kommunikationsfreiheit. Über die normativen Bedingungen einer informationsoffenen Zivilgesellschaft in Europa (2003), Die Mediengesellschaft oder das Dilemma der Unvereinbarkeit von Identität und Universalität (2004) und Leitbild Unabhängigkeit (mit Freimut Duve) (2004). Zu seinen Buchpublikationen aus der empirischen Medienforschung zählen Gratis-Tageszeitungen in den Lesermärkten Westeuropas (2009), Informationsfreiheit und Pressevertrieb in Europa (3. Aufl. 2012), Brauchen wir Zeitungen? (2014), Wir brauchen Zeitungen! (2015) und Was wollt Ihr eigentlich? Die schöne neue Welt der Generation Y (2015). Starke öffentliche Renonanz lösten zwei seiner Forschungen aus: Die „Flüchtlingskrise“ in den Medien – tagesaktueller Journalismus zwischen Meinung und Information – Studie der Otto Brenner Stiftung (2017), Zwischen „Flüchtlingskrise“ und „Migrationspakt“ – mediale Lernprozesse auf dem Prüfstand – Ein Projekt der Otto Brenner Stiftung (2019).
Daneben veröffentlichte Haller mehrere Journalismus-Lehrbücher, die im Laufe zweier Jahrzehnte in der Journalistenausbildung Standards gesetzt haben, insbesondere: Recherchieren (1983ff.), Die Reportage (1987ff., 7. überarbeitete Auflage 2020) und Das Interview (1991ff.) sowie Methodisches Recherchieren als UTB-Lehrbuch (2017).
Haller hält fest: „Wir brauchen Medien – online und offline –, die sich wieder am Qualitätscode des Informationsjournalismus orientieren: Zuverlässigkeit vor Schnelligkeit, Quellentransparenz statt Kolportage, Tatsachenbeschreibung statt Ursachenspekulation.“

## Schriften
- System und Gesellschaft. Krise und Kritik der politischen Philosophie Hegels. Klett-Cotta, Stuttgart 1981, ISBN 3-12-913540-5. (Dissertation)
- (Hrsg.): Aussteigen oder rebellieren. Jugendliche gegen Staat und Gesellschaft. Rowohlt, Reinbek 1981, ISBN 3-499-33014-8.
- mit Max Jäggi u. Roger Müller (Hrsg.): Eine deformierte Gesellschaft. Die Schweizer und ihre Massenmedien. Lenos-Verlag, Basel 1981, ISBN 3-85787-096-6.
- Die Kunst der Verweigerung. Wandmalereien in den Autonomen Jugendzentren der Schweiz. Verlag Pro Juventute, Zürich 1982, ISBN 3-7152-0012-X.
- Recherchieren. Ein Handbuch für Journalisten. Lenos-Verlag, Basel 1983, ISBN 3-85787-120-2; 7. überarbeitete Auflage: UVK-Verlags-Gesellschaft, Konstanz 2008, ISBN 3-89669-434-0.
- (Hrsg.): Freiwillig sterben – freiwillig? Selbstmord, Sterbehilfe, Suchttod. Rowohlt, Reinbek 1986, ISBN 3-499-33073-3.
- Die Reportage. Ein Handbuch für Journalisten. Lenos-Verlag, Basel 1987, ISBN 3-85787-165-2 und Ölschläger, München 1987, ISBN 3-88295-117-8; 7. überarbeitete Aufl., Herbert von Halem Verlag, Köln 2020, ISBN 978-3-7445-2000-3.
- Das Interview. Ein Handbuch für Journalisten. Ölschläger, München 1991, ISBN 3-88295-085-4; 5. Aufl. UVK-Verlags-Gesellschaft, Konstanz 2013, ISBN 978-3-86764-317-7.
- mit Helmut Holzhey (Hrsg.): Medien-Ethik. Beschreibungen, Analysen, Konzepte für den deutschsprachigen Journalismus. Westdeutscher Verlag, Opladen 1992, ISBN 3-531-12305-X.
- mit Thomas Mirbach: Medienvielfalt und kommunale Öffentlichkeit. Minerva-Publikation, München 1994, ISBN 3-597-10658-7.
- mit Felix Davatz u. Matthias Peters: Massenmedien, Alltagskultur und Partizipation. Zum Informationsgeschehen in städtischen Gesellschaften. Helbing und Lichtenhahn, Basel/Frankfurt am Main 1995, ISBN 3-7190-1347-2.
- mit Klaus Puder & Jochen Schlevoigt (Hrsg.): Presse Ost – Presse West. Journalismus im vereinten Deutschland. Vistas, Berlin 1995, ISBN 3-89158-123-8.
- mit Christopher Belz, Armin Sellheim: Berufsbilder im Journalismus. Von den alten zu den neuen Medien. UVK-Medien, Konstanz 1999, ISBN 3-89669-231-3.
- (Hrsg.): Recherche-Werkstatt. UVK, Konstanz 2001, ISBN 3-89669-236-4.
- (Hrsg.): Die Kultur der Medien. Untersuchungen zum Rollen- und Funktionswandel des Kulturjournalismus in der Mediengesellschaft. Lit, Münster/Hamburg/London 2002, ISBN 3-8258-5907-X.
- (Hrsg.): Das freie Wort und seine Feinde. Zur Pressefreiheit in den Zeiten der Globalisierung. UVK-Verlags-Gesellschaft, Konstanz 2003, ISBN 3-89669-430-8.
- Informationsfreiheit und Pressevertrieb in Europa. Zur Funktionsleistung des Grosso-Systems in ausgewählten Staaten der Europäischen Union. Nomos-Verlagsgesellschaft, Baden-Baden 2004, ISBN 3-7890-6874-8; 3. aktualisierte Auflage ebd. 2012, ISBN 3-8329-1772-1.
- Gratis-Tageszeitungen in den Lesermärkten Westeuropas. Nomos-Verlagsgesellschaft, Baden-Baden 2009, ISBN 978-3-8329-4828-3.
- (Hrsg.): Visueller Journalismus. Beiträge zur Diskussion einer vernachlässigten Dimension. Festschrift für Dr. Jochen Schlevoigt. Lit, Berlin / Münster 2008, ISBN 978-3-8258-1376-5.
- mit Lutz Mükke (Hrsg.): Wie die Medien zur Freiheit kamen. Zum Wandel der ostdeutschen Medienlandschaft seit dem Untergang der DDR. Herbert von Halem Verlag, Köln 2010, ISBN 978-3-86962-034-3.
- mit Martin Niggeschmidt (Hrsg.): Der Mythos vom Niedergang der Intelligenz. Von Galton zu Sarrazin: Die Denkmuster und Denkfehler der Eugenik. Springer-VS-Verlag, Wiesbaden 2012, ISBN 978-3-531-18447-0.
- Brauchen wir Zeitungen? Zehn Gründe, warum die Zeitungen untergehen. Und zehn Vorschläge, wie dies verhindert werden kann. Herbert von Halem Verlag, Köln 2014, ISBN 978-3-86962-098-5.
- Wir brauchen Zeitungen! Was man aus der Zeitung alles machen kann. Trendbeschreibungen und Best Practices. Herbert von Halem Verlag, Köln 2015, ISBN 978-3-86962-167-8.
- Was wollt Ihr eigentlich? Die schöne neue Welt der Generation Y. Verlag Murmann Publishers, Hamburg 2015, ISBN 978-3-86774-471-3.
- Methodisches Recherchieren. UTB, UVK Verlagsgesellschaft, Konstanz 2017, ISBN 978-3-8252-4655-6.
- mit Walter Hömberg (Hrsg.): „Ich lass mir den Mund nicht verbieten.“ Journalisten als Wegbereiter der Pressefreiheit und Demokratie. Reclam Verlag, Ditzingen 2020, ISBN 978-3-15-011277-9.
- Zwischen „Flüchtlingskrise“ und „Migrationspakt“ - Mediale Lernprozesse auf dem Prüfstand. Arbeitspapier 37, Otto-Brenner-Stiftung, Feb. 2019, ISSN 2365-1962.